# Endotricha thomealis
Endotricha thomealis is een vlinder uit de familie snuitmotten (Pyralidae). De wetenschappelijke naam van deze soort is voor het eerst geldig gepubliceerd in 1957 door Viette.
De soort komt voor op het eiland Sao Tomé in Sao Tomé en Principe ten westen van het Afrikaanse continent.